# ベンジリデンアセトン
ベンジリデンアセトン (benzylideneacetone) は、化学式がC6H5CH=CHC(O)CH3の有機化合物である。α,β不飽和ケトンであるためcis体、trans体の両方の構造が可能であるが、観測されるのはtrans体のみである。

## 合成
ベンジリデンアセトンは入手が容易なアセトンとベンズアルデヒドからNaOH誘導の縮合反応により効率的に合成できる。
CH3C(O)CH3  +  C6H5CHO  →  C6H5CH=CHC(O)CH3  +  H2O

## 反応
多くのメチルケトンと同様にベンジリデンアセトンはαとβ位の水素原子が中程度に酸性であり、容易に脱プロトン化して対応するエノラートを形成する。
この化合物は、例えば二重結合への臭素の付加、ヘテロジエンへのアルケンの付加によるジヒドロピランの合成（ディールス・アルダー反応）、メチル基部分にさらにベンズアルデヒドを縮合させたジベンジリデンアセトンの合成、ヒドラゾンの形成などの反応をすることが期待される。二鉄ノナカルボニル(Fe2(CO)9)と反応させると(ベンジリデンアセトン)鉄トリカルボニルが得られ、Fe(CO)3単位は他の有機化合物に転移する。